# Escola Montfalgars
L'Escola Montfalgars és una obra de Girona inclosa a l'Inventari del Patrimoni Arquitectònic de Catalunya.

## Descripció
L'edifici està format pel joc de dos eixos desviats que es troben al rebedor i el caracteritzen, amb un doble espai i una escala principal d'accés als pisos superiors. Un cos sobresurt més en façana principal i genera un porxo d'entrada. Amb això s'assoleix que els dos eixos es reflecteixin a la façana formant un pati d'entrada. La distribució interior és amb dos passadissos centrals. L'edifici s'obre a la zona de patis de joc. És de planta baixa i un pis, i la planta baixa recull parvularis i serveis (menjador, cuines, oficines i instal·lacions) i a la primera planta hi ha les aules i els laboratoris.

## Història
L'obra està inclosa dins el pla d'escoles dels anys 80, engegat per la Generalitat de Catalunya.